# Antera Baus y Laborda
Antera Baus y Laborda, född 1797, död 1848, var en spansk skådespelare. Hon var engagerad vid de kungliga teatrarna i Madrid, Teatro de la Cruz och Teatro del Príncipe, mellan 1811 och 1848. 